# Wilton Felder
Wilton Lewis Felder (Houston, 31 de agosto de 1940-27 de septiembre de 2015) fue un músico estadounidense de jazz y de funk que tocaba el saxo y el bajo eléctrico.

## Historial
Su trayectoria musical va unida a la del grupo The Crusaders. Comenzó, junto a Joe Sample y Wayne Henderson, en su ciudad natal, en un grupo llamado Swingsters, donde estaban también Stix Hooper y Hubert Laws. El grupo se trasladó a California (1958) cambiando su nombre por el de Modern Jazz Sextet y, más tarde, Night Hawks. En 1961, forman The Jazz Crusaders y desarrollan una serie de grabaciones de soul jazz con el sello paradigmático del jazz de la Costa Oeste, Pacific Jazz, hasta 1969. Con su nueva compañía, y modificando su nombre a The Crusaders, Felder y sus compañeros evolucionan hacia una música más funk y consiguen un importante éxito musical. Felder participa en la gira de los Rolling Stones de 1975 y graba un disco como líder junto al cantante Bobby Womack (1978). Después, compatibilizará su carrera en The Crusaders con un extenso trabajo como músico de sesión.
Felder sobrevivirá a todos los cambios, disoluciones y reencarnaciones de la banda, hasta la actualidad. Su estilo con el saxo está claramente en la línea de los saxos tenores de R&B, muy cercano a King Curtis.
Felder murió el 27 de septiembre de 2015, a la edad de 75 años.